# Genoplesium
Genoplesium – rodzaj roślin z rodziny storczykowatych (Orchidaceae). Obejmuje 57 gatunków występujących w Australii i Oceanii w takich krajach i regionach jak: Wyspy Chatham, Nowa Kaledonia, Nowa Zelandia, stany Wiktoria, Nowa Południowa Walia, Queensland, Australia Południowa, Tasmania, Australia Zachodnia.

## Systematyka
Rodzaj sklasyfikowany do podplemienia Prasophyllinae w plemieniu Diurideae, podrodzina storczykowe (Orchidoideae), rodzina storczykowate (Orchidaceae), rząd szparagowce (Asparagales) w obrębie roślin jednoliściennych.
Wykaz gatunków
- Genoplesium acuminatum (R.S.Rogers) D.L.Jones & M.A.Clem.
- Genoplesium alticola D.L.Jones & B.Gray
- Genoplesium anthracinum (D.L.Jones) J.M.H.Shaw
- Genoplesium apostasioides (Fitzg.) D.L.Jones & M.A.Clem.
- Genoplesium archeri (Hook.f.) D.L.Jones & M.A.Clem.
- Genoplesium arrectum D.L.Jones
- Genoplesium baueri R.Br.
- Genoplesium bishopii D.L.Jones
- Genoplesium brachystachyum (Lindl.) D.L.Jones & M.A.Clem.
- Genoplesium calopterum (Rchb.f.) D.L.Jones & M.A.Clem.
- Genoplesium capparinum (D.L.Jones) J.M.H.Shaw
- Genoplesium carectum (D.L.Jones & L.M.Copel.) J.M.H.Shaw
- Genoplesium citriodorum D.L.Jones & M.A.Clem.
- Genoplesium clivicola (D.L.Jones) J.M.H.Shaw
- Genoplesium confertum D.L.Jones
- Genoplesium cornutum (D.L.Jones) J.M.H.Shaw
- Genoplesium cranei D.L.Jones
- Genoplesium cuspidatum (D.L.Jones & L.M.Copel.) J.M.H.Shaw
- Genoplesium despectans (Hook.f.) D.L.Jones & M.A.Clem.
- Genoplesium ectopum D.L.Jones
- Genoplesium eriochilum (Fitzg.) D.L.Jones & M.A.Clem.
- Genoplesium filiforme (Fitzg.) D.L.Jones & M.A.Clem.
- Genoplesium fimbriatum (R.Br.) D.L.Jones & M.A.Clem.
- Genoplesium firthii (Cady) D.L.Jones
- Genoplesium formosum D.L.Jones
- Genoplesium insigne D.L.Jones
- Genoplesium leptochilum (D.L.Jones) J.M.H.Shaw
- Genoplesium littorale D.L.Jones
- Genoplesium morinum D.L.Jones
- Genoplesium morrisii (Nicholls) D.L.Jones & M.A.Clem.
- Genoplesium nigricans (R.Br.) D.L.Jones & M.A.Clem.
- Genoplesium nudiscapum (Hook.f.) D.L.Jones & M.A.Clem.
- Genoplesium nudum (Hook.f.) D.L.Jones & M.A.Clem.
- Genoplesium oliganthum D.L.Jones
- Genoplesium ostrinum D.L.Jones
- Genoplesium parvicallum (Rupp) D.L.Jones & M.A.Clem.
- Genoplesium pedersonii D.L.Jones
- Genoplesium plumosum (Rupp) D.L.Jones & M.A.Clem.
- Genoplesium psammophilum D.L.Jones
- Genoplesium pumilum (Hook.f.) D.L.Jones & M.A.Clem.
- Genoplesium rhyoliticum D.L.Jones & M.A.Clem.
- Genoplesium rufum (R.Br.) D.L.Jones & M.A.Clem.
- Genoplesium ruppii (R.S.Rogers) D.L.Jones
- Genoplesium sagittiferum (Rupp) D.L.Jones & M.A.Clem.
- Genoplesium sigmoideum D.L.Jones
- Genoplesium simulans D.L.Jones
- Genoplesium stephensonii (D.L.Jones) J.M.H.Shaw
- Genoplesium superbum D.L.Jones
- Genoplesium systenum D.L.Jones
- Genoplesium tasmanicum D.L.Jones
- Genoplesium tectum D.L.Jones
- Genoplesium tenellum (D.L.Jones & L.M.Copel.) J.M.H.Shaw
- Genoplesium trifidum (Rupp) M.A.M.Renner
- Genoplesium turfosum D.L.Jones
- Genoplesium validum D.L.Jones
- Genoplesium vernale D.L.Jones
- Genoplesium woollsii (F.Muell.) D.L.Jones & M.A.Clem.